# 小森田一記
小森田 一記（こもりだ かずき、1904年3月29日 - 1988年9月25日）は、日本の雑誌編集者、事業家。

## 主な経歴
1904年に熊本県菊水町（現和水町）に生まれる。最初農業に従事しようと親戚の家で馬肥づくりをするが、途中で日本の文化界に尽くしたいと、独学で旧制中学四年の編入試験に合格、新聞配達等をして苦学しながら、1930年に早稲田大学政経学部経済学科を卒業。同郷である朝日新聞編集主幹・牧野輝智の庇護と推薦を受けて中央公論社に入社、28歳で婦人公論の編集長を務める。1937年から1940年の間は編集長を務めた。
1944年に横浜事件が発生すると事件の舞台となった雑誌『改造』とともに編集が左翼的であったとして『中央公論』も弾圧対象となり、小森田を含む8人の編集者らが逮捕、勾留された。小森田は1944年2月に神奈川警察署に逮捕され、拷問と誘導尋問で日本共産党との関係を追及される日が続いたが否認を続けた。その後、起訴されたが予審も開かれずに放置、戦後の1945年9月15日にようやく開かれた公判では左翼的意図の下に雑誌を編集したという理由で禁錮2年、執行猶予3年の有罪判決を受けた。公判の後、判事は「近々恩赦もある、この辺で我慢してくれ」と申し入れたという。
1946年には世界評論社を設立、世界評論が出版した尾崎秀実の書簡集『愛情はふる星のごとく』はベストセラーになった。
1957年東京出版研究所所長、1958年ラジオ熊本（後の熊本放送)東京支社長、1967年熊本放送常務、1973年社会思想社社長。
墓所は八王子市の富士見台霊園。

## 著作・編集
- 『東亜政治と東亜経済:東亜共栄圏の諸問題』（編） 中央公論社 1941年
- 『日本財界人物伝全集』（全11冊） 東洋書館 1954年